# 十祭
『十祭』（じゅっさい）は、2014年8月9日から同年8月24日にかけて開催された関ジャニ∞のデビュー10周年記念野外ライブ公演。同年12月24日にINFINITY RECORDSから11枚目のライブDVD/Blu-rayとして発売された。

## 概要
- 前作『KANJANI∞ LIVE TOUR JUKE BOX』から約7ヶ月振りのリリース。
- 本作はDVD盤、Blu-ray盤の2形態でリリース。
- レコード会社をテイチクエンタテインメントからINFINITY RECORDSへ移籍し初の映像作品。
- 2014年8月に東京・味の素スタジアムと大阪・長居スタジアムにて開催された、デビュー10周年記念野外ライブイベント『十祭』の2014年8月10日の味の素スタジアム公演の模様を収録。
- DVD盤には、本ライブのメイキングを特典映像としてDisc2に収録。更に、十祭PhotoBook（24P）を付属。
- Blu-ray盤には、「イエローパンジーストリート」「Babun」「大阪ロマネスク」のマルチアングルを収録。
- 各形態の初回プレス盤は、メモリアル∞（エイト）クリアポーチ仕様となっており、十祭スペシャルステッカーセットを付属。
- "ハチフェス"と題し、過去に発表した「アルバム」「シングル」「カップリング」とそれぞれの部門の中からファン投票を行い、ランキング形式で発表し、1位になった楽曲を披露した[注 2]。ランキング結果は#ハチフェス ランキングを参照。

## 公演日程
| 年     | 月  | 日   | 開演時間 | 会場                             |
| ------ | --- | ---- | -------- | -------------------------------- |
| 2014年 | 8月 | 9日  | 17:30    | 味の素スタジアム（東京都）       |
| 2014年 | 8月 | 10日 | 17:30    | 味の素スタジアム（東京都）       |
| 2014年 | 8月 | 24日 | 17:30    | ヤンマースタジアム長居（大阪府） |
| 2014年 | 8月 | 25日 | 17:30    | ヤンマースタジアム長居（大阪府） |

## 販売形態
- 発売日：2014年12月24日
  - DVD盤（JABA-5200~5201：2DVD）
    - 十祭PhotoBook（24P）封入
    - メモリアル∞（エイト）クリアポーチ仕様（初回プレス盤のみ）
    - 十祭スペシャルステッカーセット封入（初回プレス盤のみ）

  - Blu-ray盤（JAXA-5008：Blu-ray）
    - メモリアル∞（エイト）クリアポーチ仕様（初回プレス盤のみ）
    - 十祭スペシャルステッカーセット封入（初回プレス盤のみ）
    - 5.1chサラウンド収録

## 収録内容

### 本編映像（セットリスト）
※DVD盤は、Disc 1にM-1~13、Disc 2にM-14以降を収録。
1. 浪花いろは節（十祭ver.）
2. ズッコケ男道
3. 無責任ヒーロー
4. モンじゃい・ビート
5. キング オブ 男!
6. ＜ジャニーズメドレー＞
  1. お祭り忍者
  2. スシ食いねェ! / 丸山隆平・安田章大・錦戸亮・大倉忠義
  3. SHE! HER! HER! / 丸山隆平・安田章大・錦戸亮・大倉忠義
  4. 仮面舞踏会 / 横山裕・渋谷すばる・村上信五
  5. 硝子の少年 / 丸山隆平・安田章大
  6. Real Face / 村上信五
  7. 青春アミーゴ / 錦戸亮・大倉忠義
  8. オリジナル スマイル
  9. weeeek
  10. Venus
  11. 愛・革命 / 丸山隆平
  12. アンダルシアに憧れて / 横山裕・渋谷すばる・丸山隆平・安田章大・錦戸亮・大倉忠義
  13. A・RA・SHI
  14. ええじゃないか
  15. TAKOYAKI in my heart
7. ∞レンジャー 〜恋のトライアングル! 一途な想いの結末は…!?の巻〜
  1. ∞レンジャー / エイトレンジャー
  2. ER2 / エイトレンジャー

＜MC＞
1. いっこにこにこ
2. ありがとう
3. オモイダマ
4. ブリュレ
5. イエローパンジーストリート
6. Heavenly Psycho
7. Kicyu / 渋谷すばる・錦戸亮
8. torn / 横山裕・村上信五
9. わたし鏡 / 丸山隆平
10. パンぱんだ / 安田章大・大倉忠義
11. Babun
12. 純情恋花火
13. 大阪ロマネスク

＜アンコール＞
1. イッツ マイ ソウル
2. あおっぱな

＜Wアンコール＞
1. 10年後の今日の日も

＜エンドロール＞
- キング オブ 男! "十祭" Remix

### 特典映像

#### DVD盤
| #         | タイトル           | 作詞  | 作曲・編曲 | 時間  |
| --------- | ------------------ | ----- | ---------- | ----- |
| 1.        | 「十祭メイキング」 |       |            | 36:16 |
| 合計時間: | 合計時間:          | 36:16 |            |       |

#### Blu-ray盤
| #         | タイトル                       | 作詞  | 作曲・編曲 | 時間 |
| --------- | ------------------------------ | ----- | ---------- | ---- |
| 1.        | 「イエローパンジーストリート」 |       |            | 3:43 |
| 2.        | 「Babun」                      |       |            | 2:19 |
| 3.        | 「大阪ロマネスク」             |       |            | 4:40 |
| 4.        | 「ENDROLL Blu-ray ver.」       |       |            | 8:50 |
| 合計時間: | 合計時間:                      | 19:32 |            |      |

## ハチフェス ランキング

### アルバムランキング
1. ブリュレ
2. All is well
3. 10年後の今日の日も
4. Eden
5. DREAMIN’ BLOOD
6. 一秒 KISS
7. ローリング・コースター
8. 『って!!!!!!!』

### シングルランキング
1. 大阪ロマネスク
2. イエローパンジーストリート
3. LIFE〜目の前の向こうへ〜
4. 無限大
5. イッツ マイ ソウル
6. ER[注 4]
7. 愛でした。
8. ツブサニコイ

### カップリングランキング
1. Heavenly Psycho
2. Cool magic city
3. BJ
4. I to U
5. 浮世踊リビト
6. 絆奏 [ばんそう]
7. 蒼写真
8. Eightopop!!!!!!!